# میامی وایس (مجموعه تلویزیونی)
میامی وایس (انگلیسی: Miami Vice) یک مجموعه تلویزیونی آمریکایی در ژانر درام جنایی ساخته‌شده توسط آنتونی یرکوویچ و تهیه‌کنندگی مایکل مان برای ان‌بی‌سی است. بازیگران دان جانسون و فیلیپ مایکل توماس در نقش دو کارآگاهی که به صورت مخفیانه در میامی کار می‌کنند، ایفای نقش کردند. این مجموعه از سال ۱۹۸۴ تا ۱۹۸۹ برای پنج فصل از ان‌بی‌سی پخش شد. یواس‌ای نتورک بازپخش این مجموعه را در سال ۱۹۸۸ آغاز کرد. مایکل مان فیلم اقتباسی از این مجموعه با همین نام را کارگردانی کرد که در ۲۸ ژوئیه ۲۰۰۶ منتشر شد.

## بازیگران

### بازیگران اصلی
- دان جانسون[۲][۳][۴][۵][۶]
- فیلیپ مایکل توماس[۲][۲]
- ادوارد جیمز آلموس[۷]
- ساندرا سانتیاگو
- الیویا براون
- مایکل تالبوت
- جان دیهل[۸][۸]
- گرگوری سیرا